# Lhota u Svaté Anny
Lhota u Svaté Anny je malá vesnice, část obce Kraselov v okrese Strakonice v Jihočeském kraji. Nachází se asi dva kilometry severovýchodně od Kraselova, nad horním tokem Drachkovského potoka. Je zde evidováno 18 adres. V roce 2011 zde trvale žilo 29 obyvatel.
Lhota u Svaté Anny leží v katastrálním území Kraselov o výměře 6,79 km².

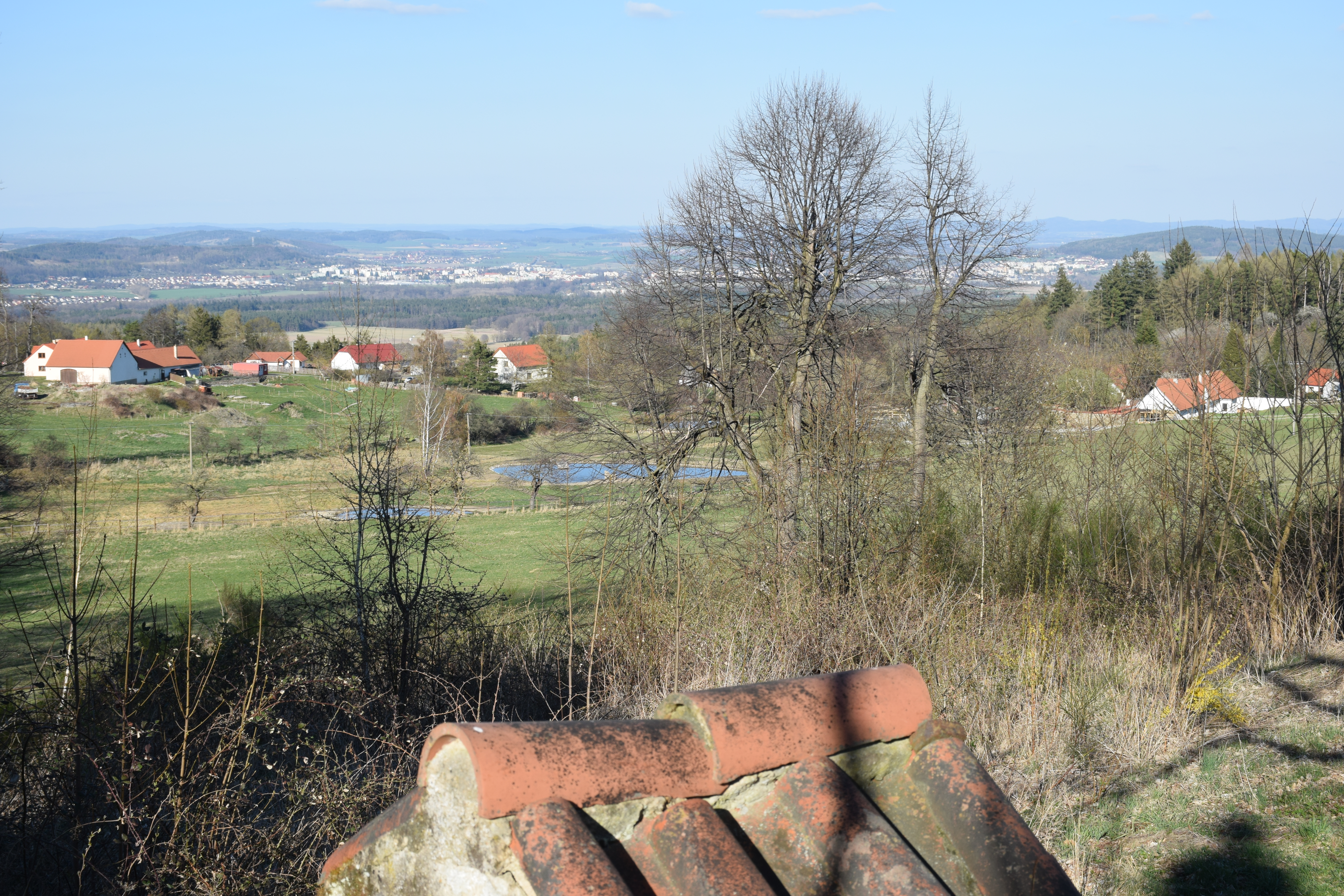
Pohled do vsi

## Historie
První písemná zmínka o vesnici pochází z roku 1593.

## Obyvatelstvo
| Rok            | 1869 | 1880 | 1890 | 1900 | 1910 | 1921 | 1930 | 1950 | 1961 | 1970 | 1980 | 1991 | 2001 | 2011 | 2021 |
| -------------- | ---- | ---- | ---- | ---- | ---- | ---- | ---- | ---- | ---- | ---- | ---- | ---- | ---- | ---- | ---- |
| Počet obyvatel | 113  | 114  | 95   | 90   | 105  | 92   | 77   | 53   | 65   | 53   | 40   | 31   | 20   | 29   | 31   |
| Počet domů     | 19   | 19   | 19   | 18   | 18   | 18   | 18   | 19   | 19   | 16   | 13   | 18   | 18   | 18   | 18   |

## Pamětihodnosti
- Poutní kaple svaté Anny